# マシュー・ハンナン
マシュー・ハンナン（Matthew Hannan、1988年3月23日 - ）はアメリカ合衆国のプロレスラー。オハイオ州ミドルフィールド出身。

## 来歴

### インディー団体
父親のトム・ハンナンはマンチュアに所在するクレストウッド高校のアメリカンフットボールのコーチを務めるが、自身はスポーツには興味がなくバンド活動に明け暮れる。高校生になってからも相変わらずの生活を送るがクリーブランドにプロレス団体がある事を知り、幼少期にプロレスが好きだったこともありプロレスラーになる事を志す。
2006年、JTライトニングが主宰するCAPW（Cleveland All-Pro Wrestling）運営のCAPWトレーニングセンターにて基礎を学び、同年にCAPWにてマシュー・ジャスティス（Matthew Justice）のリングネームでプロレスラーデビューを果たす。デビュー後、CAPWを中心にAIW（Absolute Intense Wrestling）やCWE（Championship Wrestling Experience）、PWO（Pro Wrestling Ohio）といったオハイオ州を拠点とする団体に参戦。
2007年3月、ジョン・ソーンとリベレーション13（Revelation 13）なるタッグチームを結成。4月28日、AIW The Oncoming StormにてAIWタッグ王座を保持するカット・スロート・クルー（モンティ・ラッケム & ルフィオ・レイピア）にキャスケットマッチで挑戦して勝利し、ベルトを奪取した。6月にはグレゴリー・アイアンとアイアン・ジャスティス（Iron Justice）なるタッグチームを結成。10月28日、AIW Hell on Earth 3にてCHIKARAのハロウィックと対戦して勝利した。
2008年9月26日、オハイオ州を拠点とするCWE（Championship Wrestling Experience）のDecimationにて4wayTLCマッチによるCWEタッグ王座戦にアイアンと出場して勝利し、ベルトを奪取。
2010年6月、ニッキー・バレンティノとメタル・ミリティア（Metal Militia）なるタッグチームを結成。9月10日、オハイオ州を拠点とするFPW（Firestorm Pro Wrestling）にてFPWタッグ王座を保持するクラブDB（CJセンセーション & ジャスティン・アイドル）にランバージャックマッチで挑戦して勝利し、ベルトを奪取。同月18日、ペンシルベニア州を拠点とするIWC（International Wrestling Cartel）のClearfield Cataclysm 4に参戦。IWCスーパーインディー王座挑戦権争奪4wayマッチに出場し、ボビー・ビバリー、ジェイソン・ゴリー、ホセと対戦して勝利。同月25日、11月20日にはIWCでトップの座に近づいていたローガン・シューロと対戦して連勝した。
2011年1月28日、地元であるオハイオ州にて公演を開催したWWEから地元枠のレスラーとしてセス・アレンと共に招聘されてSmackDownのバトルロイヤルエキシビジョンマッチに出場。3月19日、IWC Combat In ClearfieldにてIWCスーパーインディー王座争奪3wayマッチを行い、王者のスーパー・ヘンタイとシーマ・ザイオンと対戦して勝利し、ベルトを奪取。試合後にはマイクアピールにてWWEと契約した事を発表した。

### WWE

#### FCW
2011年3月24日、WWEとディベロップメント契約を交わし入団。傘下団体であるFCWにてマック・ヘットフィールド（Mack Hetfield）のリングネームでトレーニングを開始。6月23日、FCWハウスショーにてCJパーカーと組んでブラッド・マドックス & ピーター・オルロフと対戦でデビュー戦を勝利で飾った。7月16日、Summer SlamaRama 2011にてデシャン・ビショップと組んでリーキー & リッチー・スティムボートと対戦するが敗戦。8月21日、FCW TVに初登場。アンディ・リーヴァインと対戦するが敗戦した。出場機会は得ていたものの大量解雇の波に煽られ9月にWWEから解雇となった。

### インディー団体
WWE解雇後2011年10月22日、古巣であるIWCのNo Excuses 6 - The IWC 10th Anniversaryに参戦。コミックレスラーであるダルトン・キャッスルに終始困惑しながら試合を行うが最後にエア・ジャスティスを決めて勝利した。
2012年4月21日、ニューヨーク州を拠点とするNYWC（New York Wrestling Connection）のBorrowed Timeに初参戦。女子レスラーのマーティ・ベルをマネージャーにして従わせ4wayマッチに出場。パパドン、ブレイドン・ナイト、バンディード・ジュニアと対戦するが勝利するに至らなかった。9月22日、ROHのSurvival of the Fittest 2012にて初参戦し、マーティ・ベルと組んでライアン・マクブライド & ベーダ・スコットとミックスマッチを行うが最後にマクブライドからフリッピングDDTを喰らい敗戦した。11月17日、NYWC Draw The Lineにてアノアイ・ファミリーの一員であるランス・アノアイと対戦して勝利。
2013年6月、NYWCにてジェシー・ヴェイン、アンソニー・ニース、マーティ・ベルとアスレティック・インク（Athletic Inc.）なるユニットを結成。7月25日、Trust No Oneにてヴェインと組んでNYWCタッグ王座を保持するストッケード & ビッグOと対戦して勝利し、ベルトを奪取した。
2014年10月18日、IWC Retro Reunion 200にてIWC世界ヘビー級王座を保持するダルトン・キャッスルに挑戦。ジョン・マチェスニー率いるチーム・ビッグリーグ（Team Big League）をセコンドに引き連れて対戦し、白熱した展開になるが最後にキャッスルからエベレスト・ジャーマンスープレックスを決められ敗戦した。11月2日、ペンシルベニア州を拠点とするVOW（Vicious Outcast Wrestling）に参戦。1Dayトーナメントであるナチュラルカップ2014に出場し、決勝でシェーン・ストリックランドに勝利して優勝を飾った。

## その他
- インディー団体で使用しているリングネームであるジャスティスはメタリカのスタジオアルバムである...And Justice For Allから由来している[2]。
- プロレスラーになるきっかけとしてロブ・ヴァン・ダムに憧れた事であり、ファイトスタイルも参考にしている[2]。

## 得意技
- エア・ジャスティス

フィニッシャー。スプリングボード・クローズライン
- スローズ・オブ・リジェクション

ジャックハマー
- ジャスティススラム

変形デスバレードライバー
- ジャスティスボム

シットダウン・パワーボム

## 獲得タイトル
NYWC
- NYWCタッグ王座 : 2回

w / ジェシー・ヴェイン
IWC
- IWCスーパーインディー王座 : 1回

AIW
- AIWタッグ王座 : 1回

w / ジョン・ソーン
CWE
- CWEタッグ王座 : 1回

w / グレゴリー・アイアン
VOW
- ナチュラルカップ・トーナメント : 2014年

FPW（Firestorm Pro Wrestling）
- FPWタッグ王座 : 1回

w / ニッキー・バレンティノ
PWX（Pro Wrestling eXpress）
- PWXタッグ王座 : 1回

w / グレゴリー・アイアン
PWO（Pro Wrestling Ohio）
- プライムTV王座 : 1回

## 入場曲
- Forever in Terror - Restless In The Tides